# 新開河圣保禄堂
新開河圣保禄堂，又称崇明新开河天主堂，是天主教上海教区崇明总铎区的一座教堂，位于上海市崇明区新河镇民主街180号。
2017年6月29日，该堂公布为崇明区登记不可移动文物。